# Hot dog

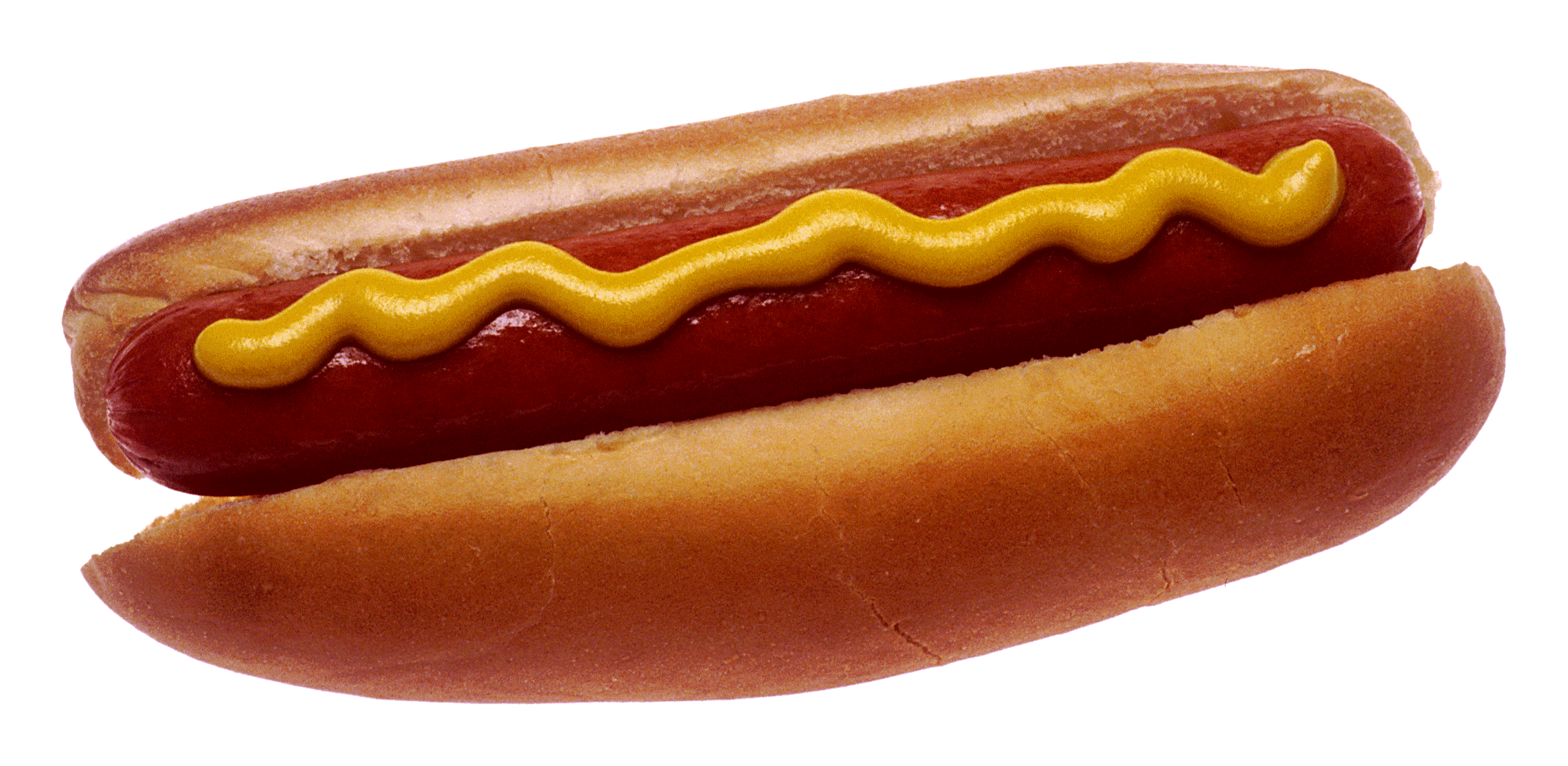
Hot dog w podstawowej formie

Hot dog – gorąca parówka lub kiełbasa z zimnym sosem (majonez, ketchup) serwowana najczęściej w długiej bułce. Danie typowo amerykańskie oraz przykład jedzenia typu fast food.

## Skład

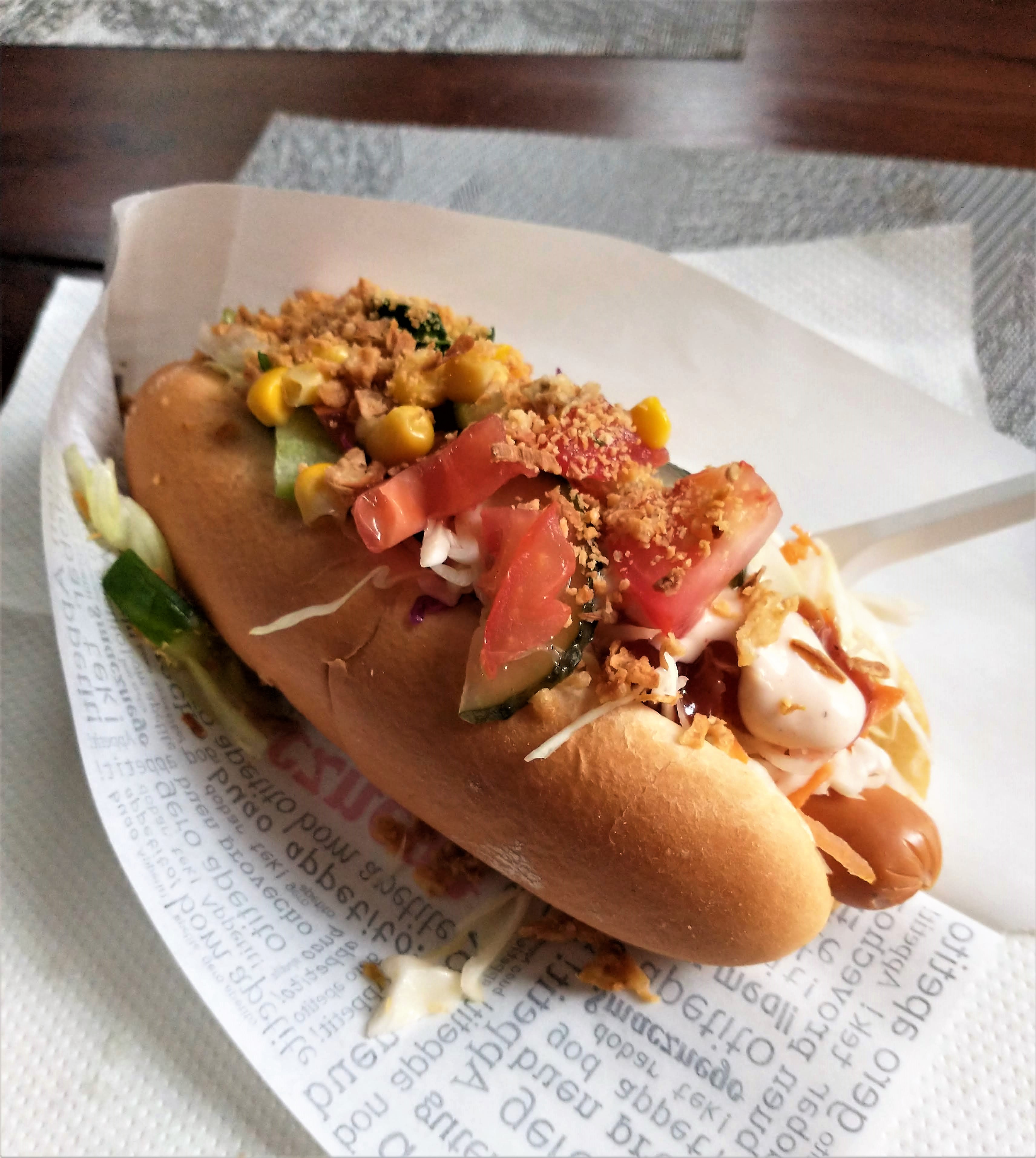
Hot dog z dodatkami

Zasadniczymi składnikami hot doga są podłużna bułka oraz podgrzana parówka. Początkowo bułka była „nakłuwana” specjalnym przyrządem w kształcie pręta o średnicy ok. 2 cm zakończonego stożkiem; w powstały otwór wkładano podgrzaną parówkę (tzw. hot dog francuski). Obecnie bułka jest najczęściej nacinana (nie przecinana), a parówka - podgrzewana w kuchence mikrofalowej. Bułka również powinna być ciepła. Dodawane są różnego rodzaju dodatki, najczęściej keczup, musztarda i różne warzywa (np. siekana cebula, sałata, krojona kapusta, pomidory itp.). Oryginalny amerykański hot dog nie zawierał dodatków.

## Historia
Historia hot doga zaczęła się we Frankfurcie nad Menem, któremu tradycyjnie przypisuje się miejsce powstania parówek w 1487, stąd też polska nazwa frankfurterki. Inna wersja głosi, że parówki wymyślił Johann Georghehner, rzeźnik z zawodu, który około 1600 roku wymyślił parówki zwane Dachshund, czyli jamnik, z którymi potem powędrował do Frankfurtu.
Następny etap wiąże się z przybyciem do USA imigrantów z różnych państw. Wśród nich byli także rzeźnicy, między innymi Charles Feltman, Niemiec, który w 1871 roku otworzył na Coney Island pierwszą budkę z dachshundem w bułce mlecznej. W ciągu pierwszego roku sprzedał 3684 takich dań. Niektórzy twierdzą, że przed Feltmanem, w latach 60., bliżej nieznany Niemiec otworzył budkę z podobnymi potrawami.
W 1893 roku nastąpiła popularyzacja hot doga – po pierwsze za sprawą wystawy World’s Columbian Exposition, ostatniej wystawy światowej (World Fair) w XIX w. Tam właśnie, aby zaspokoić potrzeby wielomilionowej rzeszy zwiedzających, pootwierano setki stanowisk z takimi bułkami z parówkami. Drugim ważnym zdarzeniem było otwarcie pierwszego stoiska z hot dogami na stadionie baseballowym, przez Niemca, Chrisa von de Ahe, ówczesnego właściciela St. Louis Browns, drużyny Major League of Baseball.
Inna wersja twierdzi, iż hot dog w znanej dziś postaci został wymyślony w 1904 roku przez Bawarczyka Antona Feuchtwangera, sprzedawcę na wystawie Louisiana Purchase Exposition. Podczas tej wystawy pożyczał on różnym osobom swoje białe rękawiczki, aby mogli trzymać jego rozgrzane parówki. Jako że większość rękawiczek nie była zwracana, zwrócił się o pomoc do swojego szwagra, piekarza, który przygotował dla niego specjalne długie bułki, do których mógłby wkładać owe parówki.
Historyk kulinariów Bruce Kraig, emerytowany profesor Uniwersytetu Roosevelta, zaznaczył, iż wielu chciałoby przypisać sobie miano „wynalazcy” hot doga. Biorąc jednak pod uwagę niemieckie źródła tradycji jedzenia parówek z chlebem, ta forma jedzenia najprawdopodobniej rozpropagowana została przez niemieckich imigrantów i w nieco zmienionej formie stała się częścią amerykańskiej kultury.

### Historia nazwy

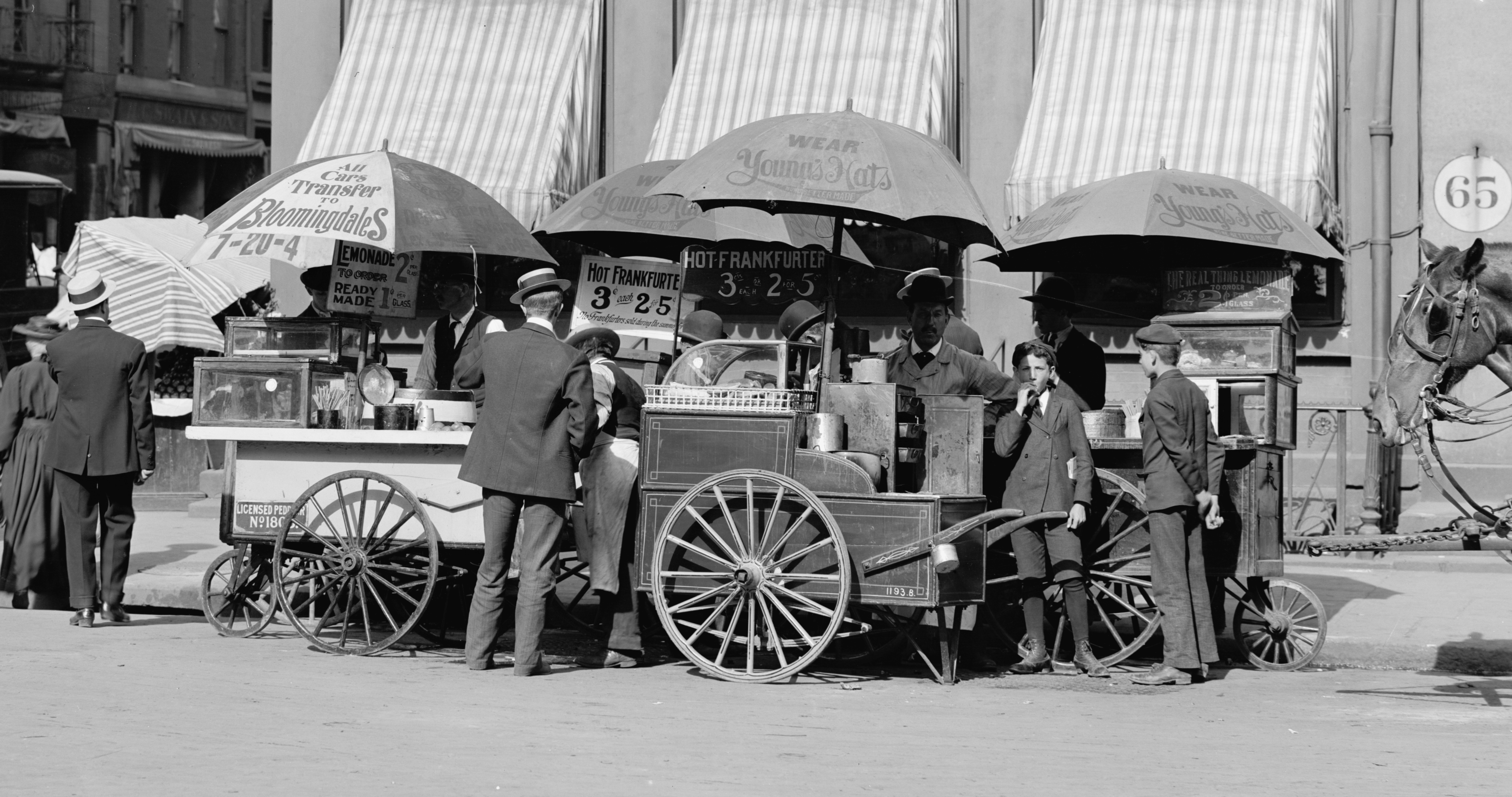
Frankfurters w Nowym Jorku ok. 1906 r.

Legenda powstania nazwy hot dog (ang. gorący pies) głosi, iż w kwietniu 1901 roku właściciel stoisk Harry Stevens tracił pieniądze, próbując sprzedawać lody i oranżadę na polach do polo w Nowym Jorku (w owych czasach miejsca treningu New York Yankees i New York Giants). Sfrustrowany tym, polecił wszystkim swoim pracownikom poszukać i zakupić parówki oraz bułki, do których mogliby te parówki włożyć. Wkrótce jego sprzedawcy sprzedawali parówki wprost z garów z gorącą wodą, w bułce, krzycząc They’re red hot! Get your dachshund sausages while they’re red hot (Gorące, aż parzą! Kupujcie jamniki póki gorące!). Naglony czasem rysownik Tad Dorgan, nie mając pomysłu na rysunek, przypomniał sobie o owych budkach. Narysował jedną, ale niepewny pisowni słowa „dachshund”, użył określenia „hot dog”. Ta historia nie znalazła potwierdzenia, gdyż, pomimo olbrzymiej popularności autora, nie udało się znaleźć jakiejkolwiek kopii tego obrazka.
Kraig i inni historycy kulinariów wskazują raczej na gazety wydawane w miasteczkach akademickich, w szczególności zaś na Yale Record z 5 października 1894 roku, gdzie zamieszczono następujący wierszyk:

| ECHOES FROM THE LUNCH WAGON ‘Tis dogs’ delight to bark and bite, Thus does the adage run. But I delight to bite the dog When placed inside a bun. | ECHA Z WAGONU ŚNIADANIOWEGO Rzeczą psa jest gryźć i szczekać, Dlatego zwykł człek uciekać. Lecz ja se lubię ugryźć psa, Gdy go wewnątrz bułki mam. |

Opisywał on przyczepę, zwaną Lunch Wagon, z której sprzedawano parówki w bułce. Dwa tygodnie później pojawił się fikcyjny artykuł, w którym opisano włamanie i porwanie owej przyczepy wraz ze śpiącym właścicielem. Gdy się obudził, spostrzegłszy w swojej budce ludzi, odwrócił sytuację i zaczął im sprzedawać swoje bułki. Jedno ze zdań brzmiało: „(...) contentedly munched hot dogs during the whole service” (cały czas ochoczo zajadali hot dogi).
Inna wersja mówi o tym, że nazwa wywodzi się z dowcipów o Niemcach, którzy nie tylko nazywali swoje kiełbaski piesek lub dachshund, ale także sprowadzili z Niemiec psy nazywane przez wzgląd na swój wygląd dachshundami, w zaś Polsce nazywane jamnikami.
Nazwa hot dog upowszechniła się dopiero podczas II wojny światowej, kiedy mieszkańcy USA zaczęli unikać używania nazwy frankfurter kojarzącej się z III Rzeszą. W przypadku hamburgera nie doszło do podobnej sytuacji, ponieważ nie istniała popularna nazwa anglojęzyczna, zaś sam hamburger był wówczas o wiele mniej popularną potrawą.

## W Polsce
W polskich realiach nie ma standardu hot doga. Występują najróżniejsze kombinacje dodatków – oprócz keczupu, różne rodzaje sosów musztardowych i majonezowych. Dodatki warzywne są również dowolne, od czerwonej kapusty przez sałatę, pomidory, buraki, do cebuli (często prażonej), tartej marchewki czy kiszonej kapusty.
W Polsce hot dog zaczął upowszechniać się w latach 80. XX w. W PRL-u, z powodu notorycznych kłopotów z zaopatrzeniem w wędliny, rozpropagowano tzw. „hot doga z pieczarkami”, znanego również jako „bułka z farszem” – w podgrzanej na parze bułce robiono szpikulcem otwór, do którego następnie wlewano nadzienie z masy cebulowo-pieczarkowej, mocno doprawionej solą i pieprzem. Tego typu „hot dogi” można było kupić w drugiej połowie lat 80. niemal w każdym większym mieście w Polsce. Popularne, choć rzadziej występujące, były również hot dogi z kiełbaskami leszczyńskimi. Prawdziwe hot dogi z kiełbaską pojawiły się w Polsce wraz ze zmianą ustrojową, otwarciem na rynki zachodnie i zniesieniem reglamentacji na produkty mięsne.
Są również hot dogi zmodyfikowane do postaci mogącej zastąpić danie zasadnicze. Najczęściej występują one w postaci dużej bułki z dwiema parówkami i dużą ilością dodatków warzywnych.